# Klaus Kunkel
Klaus Kunkel (* 1. Mai 1937 in Dortmund; † 12. Oktober 2013 in Gelsenkirchen) war ein deutscher Fußballspieler.

## Laufbahn
Der Mittelfeldspieler spielte bis 1960 bei Eintracht Gelsenkirchen. Zur Saison 1960/61 wechselte er zum SV Wiesbaden und kam zur letzten Runden der alten erstklassigen Fußball-Oberliga West, 1962/63, aus Wiesbaden zu Hamborn 07. Mit dem Schlussdreieck Horst Podlasly, Karl-Heinz Wirth und Rolf Schafstall belegten die Hamborner „Löwen“ den 12. Rang. Kunkel absolvierte 21 Ligaspiele und der Lokalrivale Meidericher SV wurde als Tabellendritter für die neue Fußball-Bundesliga nominiert. Von 1963 bis 1969 bestritt Kunkel in der zweitklassigen Regionalliga West für Hamborn 07 danach noch 127 Spiele und erzielte dabei sechs Tore.
Mit den Mitspielern Rainer Plich, Heinz Pliska, Erich Schiller, Herbert Schwinning und Franz-Josef Sarna erreichte er mit Hamborn 07 in den zwei Startrunden 1963/64 und 1964/65 jeweils den 14. Tabellenplatz. Die beste Platzierung erreichte er mit seinen Mannschaftskameraden Werner Scholz, Ferdinand Heidkamp, Hans-Werner Hartl, Horst Heese, Heinz Versteeg und Franz Wolny 1966/67 mit dem fünften Rang.
Nach seiner aktiven Laufbahn arbeitete er als Versicherungskaufmann im Ruhrgebiet. Sein Büro befand sich in Gelsenkirchen.